# جاکومو راتو
جاکومو راتو (انگلیسی: Giacomo Ratto؛ زادهٔ ۱۹ april ۱۹۸۶ (۳۸ سال)) بازیکن فوتبال اهل ایتالیا است.